# 諾布爾斯縣
諾布爾斯縣（英語：Nobles County）是美國明尼蘇達州西南部的一個縣，南鄰愛阿華州。面積1,871平方公里。根據美國2000年人口普查，共有人口20,832人。縣治沃辛頓 (Worthington)。
成立於1857年5月23日，縣名紀念明尼蘇達準州議員威廉·H·諾布爾斯。